# Тирольский пирог
 Тирольский пирог  (нем. Tirolerkuchen) или Тирольский ореховый пирог (нем. Tiroler Nusskuchen) — пирог или кекс, распространённый в Австрии, Германии, Швейцарии и итальянском регионе Южный Тироль. Его часто используют в качестве пирога к кофе.
Происходящий из Тироля пирог готовится из фундука, муки, сливочного масла, яичного желтка, безе (взбитые белки), сахара и шоколада. В состав некоторых версий входит бурбон. Для аромата в тесто можно добавить бренди или ром.